# Krankenzimmer Nr. 6

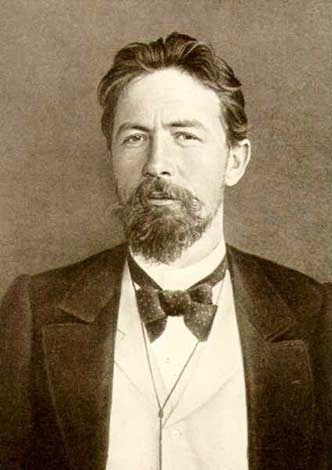
Anton Tschechow

Krankenzimmer Nr. 6, auch Eine gottgefällige Anstalt und Ein Krankenhaus (russisch Палата № 6), ist eine Erzählung (ein „Miniaturroman“ wie Ulrich Weinzierl anmerkt) des russischen Schriftstellers Anton Tschechow, die im Novemberheft 1892 der gemäßigt liberalen Moskauer Monatszeitschrift Russkaja Mysl („Der russische Gedanke“) erschien.
C. Bergers Übertragung ins Deutsche kam 1902 bei J. Gnadenfeld & Co. in Leipzig heraus. Andere Übersetzungen:
- 1894 ins Serbokroatische (Палата бр. 6), ins Dänische (Sjette Afdeling) und ins Norwegische (Sygestue no. 6),
- 1895 ins Schwedische (Sjuksalen no. 6),
- 1896 ins Bulgarische (Палата № 6),
- 1898 ins Französische (La salle nr. 6),
- 1900 ins Polnische (Oddział nr. 6) und ins Finnische (Lääkärin kohtalo eli sairaalan no. 6) sowie
- 1903 ins Englische (Ward no. 6) und ins Tschechische (Na šestce).[3]

## Inhalt
Der zurückhaltend-nachgiebige Dr. Andrei Jefimytsch Ragin steht kurz vor dem Ruhestand. Er war 1863 nach dem Besuch des Gymnasiums auf Geheiß des Vaters Mediziner geworden. Eigentlich hatte er Geistlicher werden wollen. „Die gottgefällige Anstalt“, also das Krankenhaus in der Provinz, in dem Andrei nach dem Studium den Dienst antritt, befindet sich in einem desolaten Zustand. Angewidert von dem Schmutz und Gestank bleibt Andrei dem Krankenhaus an manchem Tag einfach fern. Er findet sich mit den Zuständen ab. Zum Beispiel die Abteilung Psychiatrie im Krankenzimmer Nr. 6 wird von dem Veteranen Nikita bewacht. Der alte Soldat prügelt darin gelegentlich die Patienten. Dr. Andrei Jefimytsch Ragin weiß davon, schreitet aber nicht ein, sondern vertreibt sich daheim lieber die Zeit mit seinen Büchern. Andrei bevorzugt Werke zur Geschichte und Philosophie. Den Inhalt einer medizinischen Fachzeitschrift nimmt er nur am Rande zur Kenntnis. Darjuschka erledigt ihrem Herrn den Haushalt, serviert ihm täglich eine warme Mahlzeit und kümmert sich um Kleinigkeiten. Bier und Zigaretten sind vorrätig. Manchmal wird Andrei von seinem Freund, dem Postmeister Michail Awerjanytsch, aufgesucht. Der zurückhaltende Beamte bewundert still die Belesenheit des Arztes.

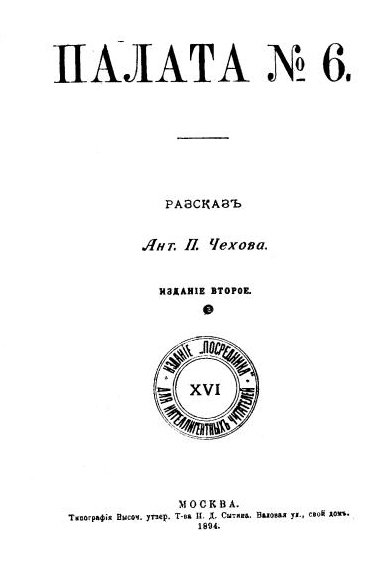
Krankenzimmer Nr. 6, Ausgabe 1894, Moskau

Einmal, an einem Frühlingsabend, begegnet Andrei zufällig dem Juden Mojsejka, dem einzigen Patienten, der das Krankenzimmer Nr. 6 verlassen darf, welchem er in einer „Mischung von Mitleid und Ekel“ dorthin folgt. Der Arzt gibt dem Wächter Nikita in seiner sanften Art eine Weisung. „Zu Befehl, Euer Hochwohlgeboren“, erwidert Nikita devot. Während des abendlichen Besuches macht Andrei die Bekanntschaft des adeligen Patienten Iwan Dmitritsch Gromow, eines 33-Jährigen mit abgebrochener Hochschulausbildung, der durch Schicksalsschläge die nächsten Angehörigen verloren hat. Der ehemalige Gerichtsvollzieher und Gouvernementssekretär leidet an Verfolgungswahn. Man kommt miteinander ins Gespräch. Der Geisteskranke geht zwar mit dem behandelnden Arzt hart ins Gericht, aber Andrei gefällt die Unterhaltung und sucht in der Folge immer wieder Nr. 6 auf. Er setzt sich zu Iwan aufs Bett und tauscht sich mit ihm über philosophische Fragen aus. Die Dispute bleiben nicht unbemerkt und werden wohl registriert.
Andrei wird vor ein Gremium geladen. Bevor er merkt, dass während der Sitzung Amtspersonen mit einfachen Fragen seine Zurechnungsfähigkeit testen, ist es zu spät. Dr. Andrei Jefimytsch Ragin, als Geisteskranker abgestempelt, landet schließlich selber als Patient im Krankenzimmer Nr. 6.
Als Andrei Appetit auf Bier und Zigaretten verspürt, will er die geschlossene Einrichtung verlassen und wird von Nikita mit Faustschlägen ins Gesicht zur Räson gebracht. Andrei legt sich auf sein Bett und stirbt am Abend des darauffolgenden Tages an einem Gehirnschlag. Zur Beerdigung kommen nur Michail Awerjanytsch und Darjuschka.

## Rezeption
- Lenin schreibt nach der Lektüre: „Als ich dies zu Ende gelesen hatte, wurde mir direkt unheimlich; ich konnte nicht mehr in meinem Zimmer bleiben, ich stand auf und ging hinaus. Mir war, als wäre ich selbst im Krankensaal Nr. 6 eingesperrt.“[4]
- April 1955, Hermann Hesse[5]: „Meisterwerke wie die vom Krankenzimmer Nr. 6 ...lese ich alle paar Jahre wieder.“
- In Anspielung auf Tschechows Erzählung nannte Valerij Tarsis den autobiographischen Roman über seine zwangsweise Unterbringung in einer sowjetischen Psychiatrie Палата № 7 (1965).
- Der Slawist Wolf Düwel sieht in Krankenzimmer Nr. 6 die stärkste Gestaltung der Eindrücke, die Tschechow von seiner Reise nach Sachalin 1890 mitgebracht hatte, und eine „charakteristische Darstellung damaliger russischer Zustände“. Tschechow prangere darin die verlogene moralische Selbstvervollkommnung bei untätiger Duldung der schreienden Missstände an.[6]

## Adaptionen

### Film
- 3. Dezember 1974, BRD, Krankensaal 6, TV-Film von Karl Fruchtmann mit Helmut Qualtinger als Dr. Ragin.[7]
- 1. Juni 1978, Jugoslawien, Paviljon VI[8], TV-Film von Lucian Pintilie mit Slobodan Perovic[9] als Dr. Ragin.[10]
- 28. Oktober 1987, Polen, Sala nr 6[11], TV-Film von Krzysztof Gruber[12] mit Jerzy Bińczycki[13] in der Hauptrolle.[14]
- 3. September 2009, Russland, Mosfilm, Krankenzimmer Nr. 6[15], Spielfilm von Karen Schachnasarow[16] mit Wladimir Adolfowitsch Iljin[17] als Dr. Ragin.[18]
- Am 15. Dezember 2024 wurde bekannt, dass eine weitere Verfilmung namens "Ward Six" im Herbst 2025 in der Schweiz auf Englisch gedreht werden soll.[19][20]

### Theater
- 25. Februar 2010, Irene Bazinger in der Berliner Zeitung: Wer nicht verrückt ist, der ist nicht normal
- 27. Februar 2010, Michael Laages bei deutschlandfunk.de: Dimiter Gotscheff bringt Krankenzimmer Nr. 6 auf die Bühne des Deutschen Theaters Berlin.
- 1. März 2010, Ulrich Weinzierl in der Welt: Tschechows Figuren, gefangen in der Irrenanstalt.

## Deutschsprachige Ausgaben
- Krankenstation Nr. 6, S. 75–145 in Anton Tschechow: Meistererzählungen. Aus dem Russischen übersetzt von Hertha von Schulz. Nachwort: Gudrun Düwel. 431 Seiten. Aufbau-Verlag Berlin 1962 (enthält: Pferdediebe. Weiber. Der Anfall. Krankenstation Nr. 6. Springinsfeld. Der schwarze Mönch. Das Haus mit dem Zwischenstock. Bauern. Der Mensch im Futteral. In der Schlucht. Die Braut).

### Verwendete Ausgabe
- Krankenzimmer Nr. 6. Erzählung eines Unbekannten. Kleine Romane II. Aus dem Russischen von Ada Knipper und Gerhard Dick. Herausgegeben und mit Anmerkungen versehen von Peter Urban. 196 Seiten. Diogenes, Zürich 1976 (Lizenzgeber: Winkler, München 1968), ISBN 3-257-20268-7

### Sekundärliteratur
- Peter Urban (Hrsg.): Über Čechov. 487 Seiten. Diogenes, Zürich 1988 (Diogenes-Taschenbuch 21244). ISBN 3-257-21244-5